# Seasons
Seasons is de debuutsingle van Earth and Fire. Het is afkomstig van hun debuutalbum Earth and Fire.
Earth and Fire werd "ontdekt" door de Golden Earring. Deze had toen nog grote invloed op de muziek in de hoedanigheid van componist/schrijver George Kooymans en muziekproducent Fred Haayen. Pas later zou Earth and Fire de overstap wagen naar de progressieve rock.
De B-kant Hazy paradise was van twee bandleden Chris Koerts en Hans Ziech (afgedrukt als Hans Ziekh). Hazy paradise kwam niet op het originele album voor, maar wel op enkele heruitgaven op compact disc..

## Hitnotering
Seasons werd direct een groot succes in Nederland. De eerste plaats werd buiten bereik gehouden door Mijn gebed van D.C. Lewis.

### Nederlandse Top 40
| Positie: | 34 | 15 | 8 | 3 | 2 | 2 | 3 | 4 | 6 | 11 | 14 | 17 | 36 | 36 | uit |

### NederlandseDaverende 30
| Positie: | 18 | 6 | 3 | 2 | 3 | 4 | 4 | 5 | 11 | 19 | 26 | uit |

### NPO Radio 2 Top 2000
| Nummer met noteringen in de NPO Radio 2 Top 2000 | '99  | '00  | '01  | '02  | '03 | '04  | '05  | '06  | '07  | '08  | '09  | '10  | '11  | '12  | '13  | '14  | '15  | '16 | '17  |
| ------------------------------------------------ | ---- | ---- | ---- | ---- | --- | ---- | ---- | ---- | ---- | ---- | ---- | ---- | ---- | ---- | ---- | ---- | ---- | --- | ---- |
| Seasons                                          | 1237 | 1006 | 1067 | 1085 | 559 | 1050 | 1128 | 1215 | 1541 | 1116 | 1350 | 1321 | 1568 | 1775 | 1962 | 1697 | 1939 | -   | 1844 |

1. ↑  Een '-' betekent dat het nummer niet was genoteerd en een vetgedrukt getal geeft de hoogste notering aan.
2. ↑  Deze tabel is bijgewerkt tot en met de laatste editie (2024).